# Nampa
Nampa – miasto w hrabstwie Canyon, w stanie Idaho w Stanach Zjednoczonych. Jest trzecim pod względem wielkości miastem w Idaho. Należy do obszaru metropolitalnego Boise. Miasto zostało nazwane Nampa na cześć Nampuha („Wielkiej Stopy”), przywódcy Indian Shoshone.
Nampa jest znana z odnoszących sukcesy firm z branży przetwórstwa spożywczego, agrobiznesu i produkcji, ale przyciągnęła także szeroką gamę sklepów detalicznych i restauracji.

## Historia

### Kolej
Historia kolei w Nampa sięga lat osiemdziesiątych XIX wieku, kiedy Union Pacific Railroad zbudowała linię kolejową Oregon Short Line Railway z Granger (w stanie Wyoming) do Huntington (w stanie Oregon), a Nampa była jednym z przystanków. Kolej odegrała kluczową rolę w rozwoju miasta. W szczytowym okresie ery kolei Nampa była węzłem czterech różnych linii kolejowych.
Ze względu na układ torów kolejowych w kierunku północno-zachodnim większość ulic ma również ten kierunek, natomiast ulice prostopadle do nich – północno-wschodni.

### Rozwój
W ostatnich latach nastąpił znaczny wzrost ludności. W 1990 roku liczyło 28 365, a 2010 roku 81 557 mieszkańców, by w 2019 przekroczyć 100 tys. mieszkańców. 

## Demografia
Według danych z 2022 roku 76,8% mieszkańców stanowili Biali (68% nie licząc Latynosów), 9,2% deklarowało przynależność do dwóch lub więcej ras, 1,3% to rdzenna ludność Ameryki, 1,1% to Czarni lub Afroamerykanie, 0,7% to Azjaci i 0,3% to Hawajczycy i osoby pochodzące z innych wysp Pacyfiku. Latynosi stanowili 25,3% ludności miasta.
Do największych grup należą osoby pochodzenia meksykańskiego (21,9%), angielskiego (15,6%), niemieckiego (14%), irlandzkiego (7,9%), „amerykańskiego” (4,9%), szwedzkiego lub norweskiego (3,8%), szkockiego lub szkocko–irlandzkiego (3,2%) i francuskiego (3%). 